# Zu Geng
Zu Geng (chiń. 祖庚), imię własne Zi Yue – władca Chin z dynastii Shang.
Objął tron po śmierci swojego ojca Wu Dinga. Zmarł po sześciu latach samodzielnego panowania (około 1184 r. p.n.e.). Jego następcą został brat Zu Jia. 